# NGC 1317
NGC 1317 est une galaxie spirale intermédiaire située dans la constellation du Fourneau. Elle a été découverte par l'astronome écossais James Dunlop en 1826. Cette galaxie a aussi été observée par l'astronome allemand Julius Schmidt le 19 janvier 1865 et elle a été ajoutée au catalogue NGC sous la désignation NGC 1318.

## Caractéristiques
Sa vitesse par rapport au fond diffus cosmologique est de 1 833 ± 14 km/s, ce qui correspond à une distance de Hubble de 27,0 ± 1,9 Mpc (∼88,1 millions d'al).
À ce jour, une mesure non basée sur le décalage vers le rouge (redshift) donne une distance d'environ 16,900 Mpc (∼55,1 millions d'al). Cette valeur est à l'extérieur des valeurs de la distance de Hubble. Notons cependant que c'est avec la valeur moyenne des mesures indépendantes, lorsqu'elles existent, que la base de données NASA/IPAC calcule le diamètre d'une galaxie et qu'en conséquence le diamètre de NGC 1317 pourrait être d'environ 57,9 kpc (∼189 000 al) si on utilisait la distance de Hubble pour le calculer.
La classe de luminosité de NGC 1317 est I.

## Morphologie

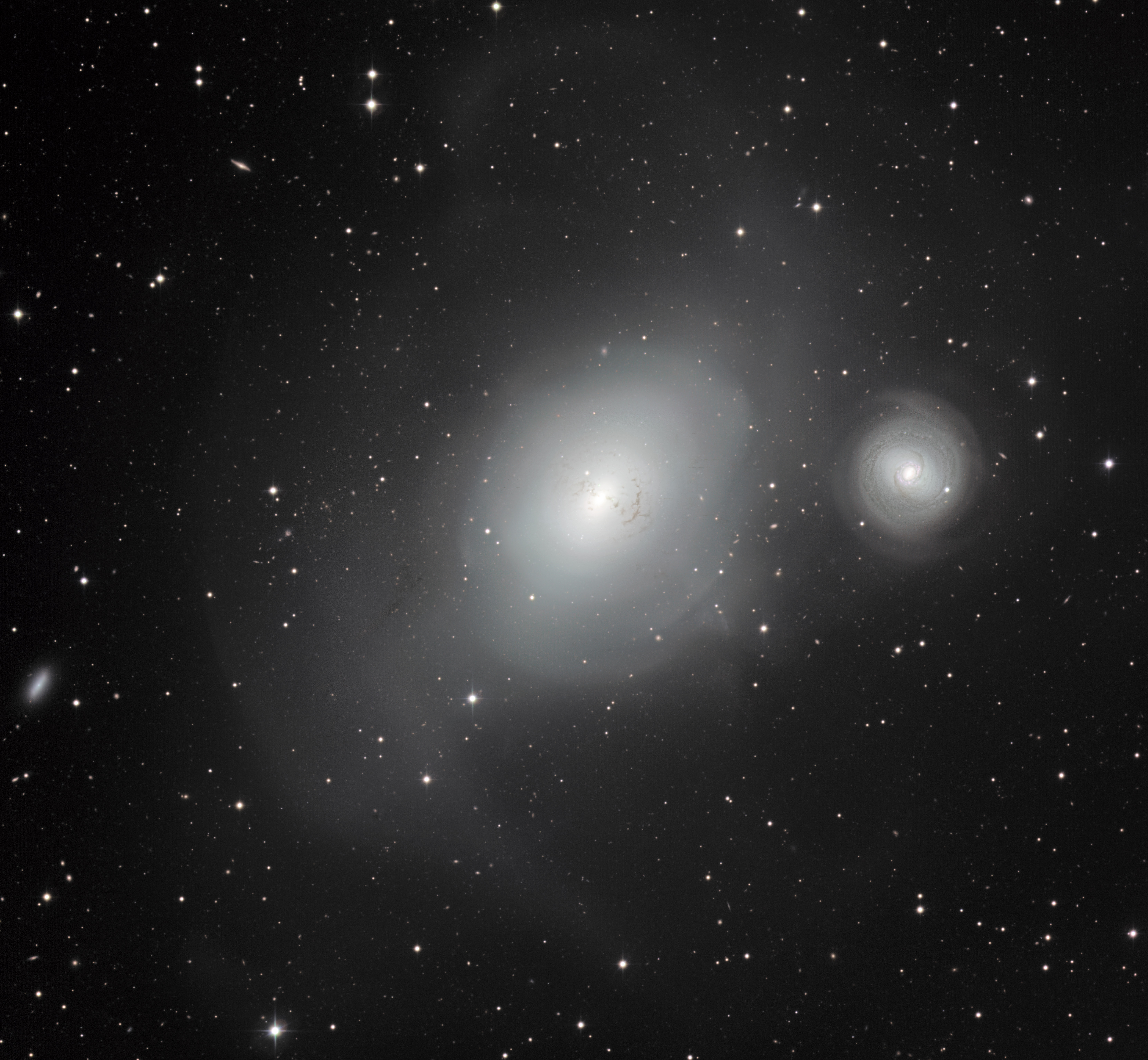
Proximité de la galaxie spirale NGC 1316 (gauche) et de la galaxie lenticulaire NGC 1317 (droite).

NGC 1317 a été utilisée par Gérard de Vaucouleurs comme une galaxie de type morphologique (R')SAB(rl)a dans son atlas des galaxies,. Dans la  bande K infrarouge, NGC 1317 présente une barre centrale supérieure à 50 secondes d'arc dont l'ellipticité maximale est de 0,24. L'angle de position de celle-ci est de 148°.
Eskridge, Frogel et Pogge ont publié un article en 2002 décrivant la morphologie de 205 galaxies spirales ou lenticulaires rapprochées. Les observations ont été réalisées dans la bande H de l'infrarouge et dans la bande B (le bleu). Selon Eskridge et ses collègues, NGC 1317 est une galaxie spirale de type SB(r) dans la bande B et de type SB0 dans la bande H. Cette galaxie présente un noyau ponctuelle intégré dans une barre. Les isophotes internes du bulbe sont elliptiques avec le même grand axe que la barre, mais beaucoup moins plats. À une intensité plus faible, le bulbe devient circulaire et à une intensité encore plus faible, les isophotes redeviennent elliptiques, mais le grand axe est à peu près perpendiculaire à l'axe principal de la région centrale. La brillance de surface du disque est assez faible et il présente un pâle anneau intérieur au niveau où la barre extérieure s'estompe.

### Un disque entourant le noyau

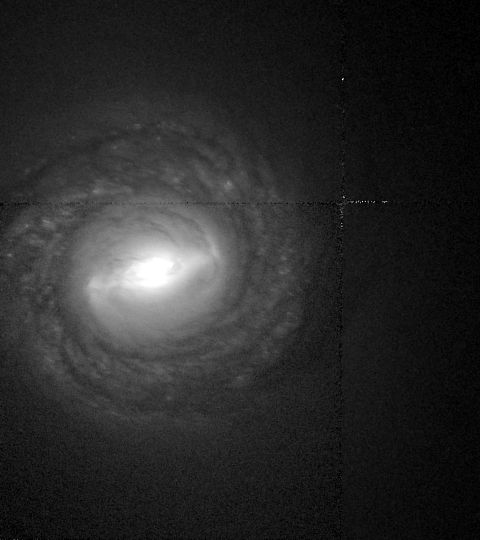
Photographie du disque centrale de la galaxie spirale réalisée avec les données captées par le télescope spatial Hubble

Grâce aux observations du télescope spatial Hubble, on a détecté un disque de formation d'étoiles autour du noyau de NGC 1317. La taille de son demi-grand axe est estimée à 1450 pc (~4730 années-lumière).

## Groupe de NGC 1316 et l'amas du Fourneau
NGC 1317 fait partie du groupe de NGC 1316. Ce groupe est aussi membre de l'amas du Fourneau et il comprend au moins 20 galaxies, dont les galaxies IC 335, NGC 1310, NGC 1316, NGC 1317, NGC 1341, NGC 1350, NGC 1365, NGC 1380, NGC 1381, NGC 1382 et NGC 1404.
NGC 1317 est située en périphérie de l'amas du Fourneau dont elle fait partie. Elle semble être en interaction avec NGC 1316, une galaxie lenticulaire géante.

### Paire de galaxies?
Les distance de NGC 1316 et de NGC 1317 sont similaires et elles sont rapprochées sur la sphère céleste. Elle pourrait donc former une paire réelle de galaxie, mais cette caractéristique n'est pas mentionnée dans les sources consultées.